# Одолена-Вода
Одолена-Вода (чеш. Odolena Voda, бывш. нем. Odolenswasser) — город в Среднечешском крае Чехии, расположенный в 16 км севернее Праги. Население — 5 439 человек.

## История
Первое письменное упоминание о городе, в прошлом носившем название Одоленова Во́да, Водолина Вода, Одолена Водис или просто Водолка, датируется 1352 годом. До начала Гуситских войн селение принадлежало Собору Святого Вита. После Пражского восстания 1547 года против короля Фердинанда I Габсбурга Одолена-Вода была конфискована в пользу короны.
Вскоре деревня была продана братьям Яну и Бенешу и их дяде Фабиану, представителям дворянского рода Сукерков из Седчиц. При разделе имущества семьи в 1556 году деревня отошла к Яну и стала центром его небольшого имения. В 1556—1563 годах на её северо-восточном краю была построена крепость в стиле архитектуры Возрождения. После смерти Яна в 1574 году Одолена-Вода перешла его сыновьям Ладиславу, Миколашу и Яну Ратибору. Позднее здесь обосновался Ладислав, который также активно участвовал в антигабсбургском восстании 1618—1620 годов. Вследствие этого все имущество Ладислава было конфисковано и 21 января 1623 года деревня была продана пани Поликсене из Лобковиц.
В 1671 году сын Поликсены Вацлав Эусебий Попел из Лобковиц построил здесь иезуитское училище при костёле Святого Климента. Вскоре ренессансная крепость была восстановлена, а во второй половине XVIII века перестроена в уютную трехкрылую резиденцию в стиле барокко, предназначенную для размещения чиновников и управляющего имением. В 1733—1735 годах на месте разрушенного старого костёла архитектором Килианом Игнацом Динценхофером был построен барочный храм.
5 октября 1998 года Одолена-Вода приобрела статус города, а также свой герб и флаг. В сентябре 2004 года было построено 373 жилых дома в так называемом районе бывшей сахарной плантации.

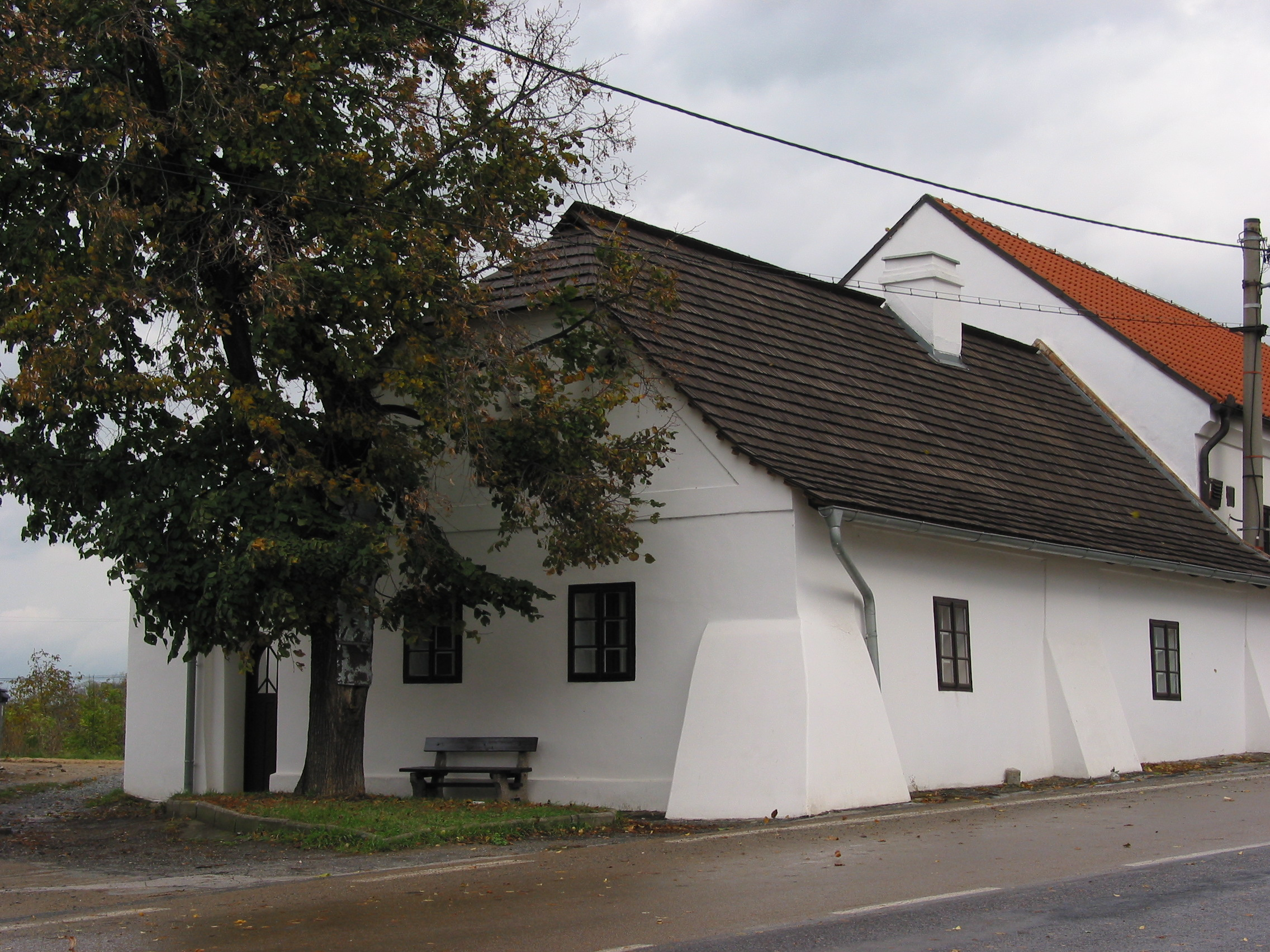
Дом в котором жил Галек

## Население
| Год  | Численность | Численность |
| ---- | ----------- | ----------- |
| 1869 | 1412        | [ 5 ]       |
| 1880 | 1605        | [ 5 ]       |
| 1890 | 1574        | [ 5 ]       |
| 1900 | 1583        | [ 5 ]       |
| 1910 | 1442        | [ 5 ]       |
| 1921 | 1269        | [ 5 ]       |
| 1930 | 1170        | [ 5 ]       |
| 1950 | 1098        | [ 5 ]       |
| 1961 | 1986        | [ 5 ]       |
| 1970 | 3242        | [ 5 ]       |
| 1980 | 4063        | [ 5 ]       |
| 1991 | 4226        | [ 5 ]       |
| 2001 | 4344        | [ 5 ]       |
| 2014 | 5622        | [ 6 ]       |
| 2016 | 5815        | [ 7 ]       |
| 2017 | 5859        | [ 8 ]       |
| 2018 | 5957        | [ 9 ]       |
| 2019 | 6022        | [ 10 ]      |
| 2020 | 6136        | [ 11 ]      |
| 2021 | 6200        | [ 12 ]      |
| 2022 | 6163        | [ 13 ]      |
| 2023 | 6344        | [ 14 ]      |
| 2024 | 6455        | [ 3 ]       |

## Фотогалерея

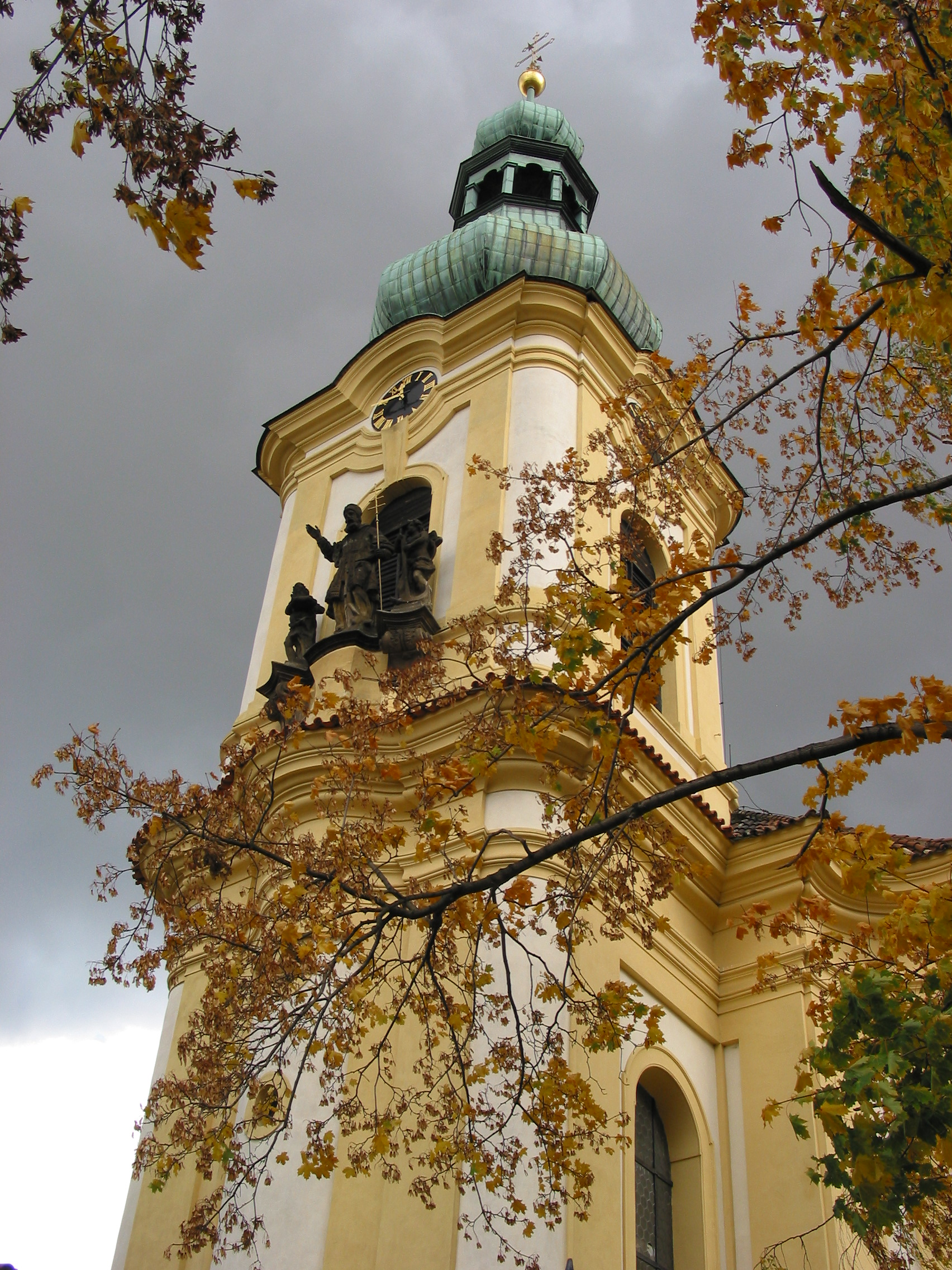
Костел св. Климента
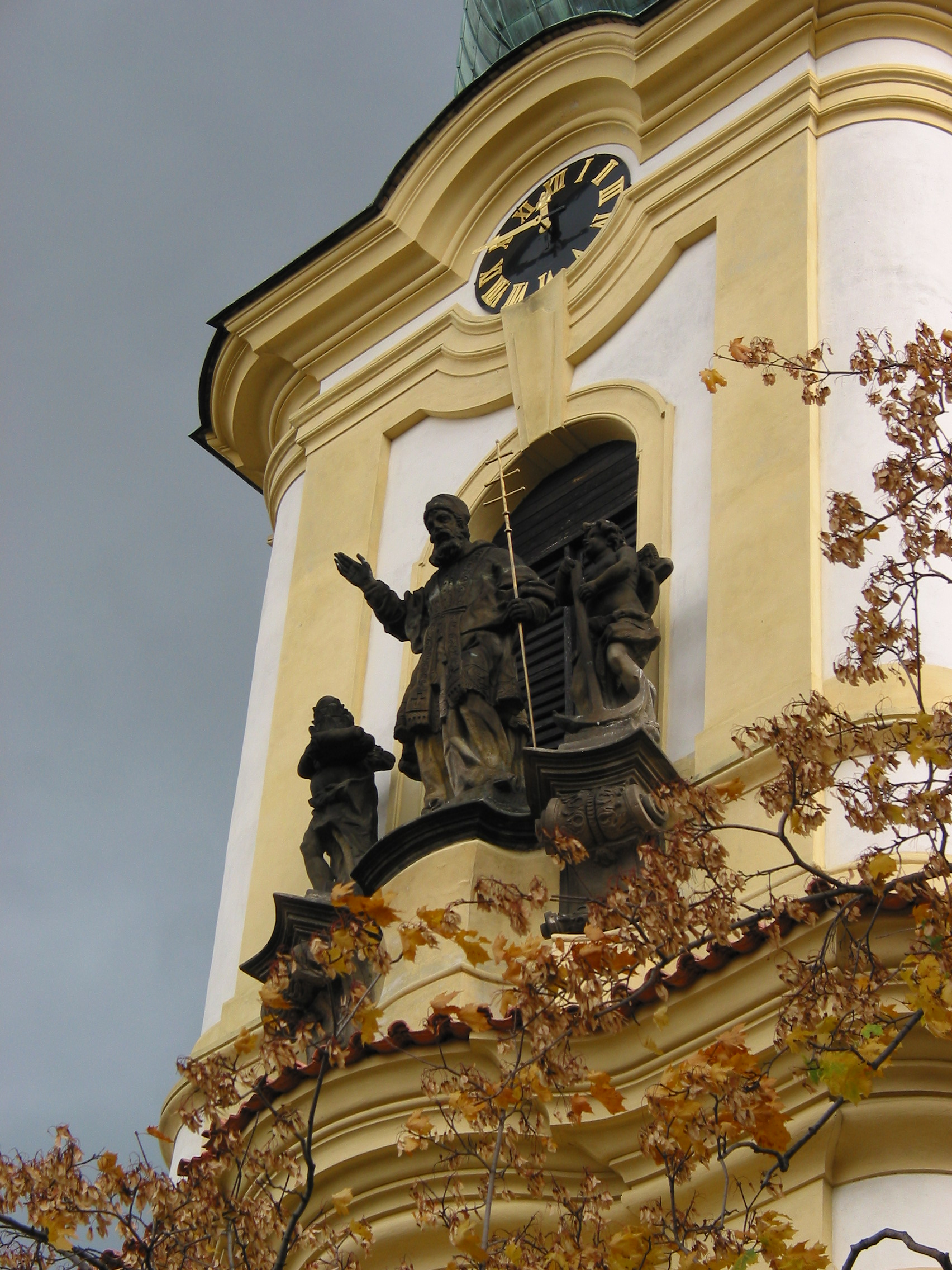
Статуя св. Климента